# 14669 Beletic
14669 Beletic este o planetă minoră (asteroid), cu un diametru de 16,109 km, din centura de asteroizi. A fost descoperită pe 16 februarie 1999 la observatoire de la Côte d'Azur⁠(d) de OCA-DLR Asteroid Survey⁠(d). 
Obiectul prezintă o orbită caracterizată de o semiaxă mare de 3,9823706 UAi, o excentricitate de 0,12, o înclinație de 5,7663 ° în raport cu ecliptica.